# チョコボコレクション
『チョコボコレクション』（Chocobo Collection）は、1999年12月22日にスクウェア（現スクウェア・エニックス）が発売したPlayStation用ゲームソフト。チョコボシリーズの3タイトルを同時収録したパッケージソフトであり、それぞれ3枚のディスクに分かれている。
Disc 1：『チョコボスタリオン』
育成シミュレーションゲーム。セーブには9ブロックを要し、PocketStationにも対応している（+5ブロック）。
Disc 2：『チョコボレーシング 〜幻界へのロード〜』
レースゲーム。2人同時プレイ可能。
Disc 3：『ダイスDEチョコボ』
ボードゲーム。本作オリジナル作品。ダイスDEチョコボの節を参照。

## 概要
ファイナルファンタジーシリーズ（以下、FFシリーズ）に登場するチョコボの満10歳記念として発売され、育成シミュレーションゲーム、レースゲーム、ボードゲームの3ジャンルのソフトが同梱されている。ただし、それぞれのタイトルは完全に独立しており、ゲーム内容や世界観に繋がりはなく、各セーブデータの相関性もない。
既に発売されていた『チョコボレーシング』以外は新作であったが、本作『チョコボコレクション』と単品の『チョコボスタリオン』が同時に発売されたため、『チョコボコレクション』を買うことでしか遊べなかったタイトルは『ダイスDEチョコボ』だけとなる。他の2タイトルは単品で発売されたものとゲーム内容に変更はない。
それぞれのCD-ROMの盤面はチョコボのカラーイラストの特製ピクチャーレーベル仕様となっており、単品のソフトの盤面とは異なるデザインになっている。

## ダイスDEチョコボ
『ダイスDEチョコボ』（ダイスデチョコボ、Dice de Chocobo）は『チョコボコレクション』のDisc 3として収録されたオリジナル作品である。FFシリーズでお馴染みのチョコボが主人公となり、デフォルメされたFFシリーズに登場するモンスターたちを相手に、ボードゲームで戦ってゆく。PS用マルチタップを使用した最大4人までのプレイに対応している。開発はミッシングリンクが担当した。この会社のゲーム開発部門は2002年に分社した電遊社へと移管されたので、電遊社の公式サイトでは同社が開発した作品のひとつとして紹介されている。本作は「スクウェア マスターピース」シリーズの1つとしてワンダースワンカラーでもリリースされる予定だったが、実現しなかった。その後、2002年12月13日に、ゲームボーイアドバンス用ゲームソフト『チョコボランド』としてリメイクされた（ゲーム内容に一部追加や変更がなされている）。
この作品は『チョコボコレクション』の一部として登場したため、本作のみの単品販売は長らくされていなかったが、2008年7月23日にはゲームアーカイブス配信タイトルとして、スクウェア・エニックスより『ダイスDEチョコボ』のみが単体で、PLAYSTATION StoreにてPlayStation PortableとPlayStation 3向けに配信が開始された。

### ストーリー
ある日、チョコボが仲間のドル、黒魔道士、白魔道士、カーバンクルと一緒にピクニックへ出かけると、空から巨大なダイスが現れた。不思議そうにダイスを眺めるチョコボたちに、ダイスから突如強い光が放たれ、チョコボたちは別世界へと吸い込まれてしまう。

### ゲームモード
お話を遊ぶ
ストーリーに沿ってあらゆるステージをクリアしていく1人プレイ用モード。攻略する事で使用できる魔石が増えていく（「みんなで遊ぶ」を含む）。
みんなで遊ぶ
1 - 4人まで対戦して遊ぶモード。「お話を遊ぶ」でクリアしたステージはこのモードでも遊ぶ事ができる。
せってい&おまけ
サウンド、振動の設定や対戦記録、ルール説明を見る事ができる。

### ルール
プレイするマップを選択すると、そのマップに設定された「目標クリスタルポイント（CP、このゲームでの通貨）」が表示され、この金額以上のCPを所持した状態でスタート地点に戻ることで勝利となる。同時プレイ人数は2人から最大4人まで行える。
友達魔石
サイコロを振り出た目の数だけ進み、進んだ先の土地が空いている場合、その土地の価格分のCPを支払うことで買うことができる。その際に、土地の価格の他に「友達魔石」という店番のようなものを召喚（配置）する必要があり、友達魔石を持っていない場合は土地を購入できない。
既に誰かが手に入れた土地に止まった場合は表示額分のCPをとられ、自身の土地に止まった場合は増資か友達魔石の重ね掛け（最大3体まで）や交代（古い友達魔石は無くなる）が行える。また、特定の条件を満たしていればライバルの土地を乗っ取ることもできる。ライバルの土地に止まり赤字になってしまった場合、既に手に入れた土地のどれかを必ず売却して赤字を補填しなければならない（売却できる土地がない場合は赤字のまま継続）。
友達魔石は、ゲーム開始直後や、スタート地点に停止か通過したとき、およびマップ上のチェッククリスタルにピッタリ止まった場合に、CPを支払って購入できる。友達魔石はそれぞれ購入価格や土地の価格のアップ率などが違い、キャラクターそれぞれの様々な追加効果を持つ。
攻撃魔石
ダイスを振る前に「攻撃魔石」を使用することもでき、プレイヤーキャラクターや土地にいる友達魔石に様々なステータス異常を与える。効果範囲は土地1マスで、その土地にいる全員に有効。ただし、対象者が効果を受けた攻撃魔石と同じ攻撃魔石を所持していた場合、相殺されその対象者への効果が消滅してしまう。これは自分自身が使った場合も例外ではなく、2つ以上同じ魔石を持っている状態で自分自身に有利な攻撃魔石を使用しても、相殺され魔石が2つとも無くなってしまう。また、最初から一部の攻撃魔石に耐性を持つキャラクターも存在する。なお、複数の状態異常にかかることはなく、攻撃を受ける度に上書きされる（石化以外）。
攻撃魔石は、スタート地点に停止か通過したとき、およびマップ上の「召喚屋」に停止か通過した場合に、CPを支払って購入できる。
状態異常
眠り
1ターンの間行動できなくなる。
カエル
友達魔石、攻撃魔石が使えなくなる。友達魔石は敵からCPの徴収ができなくなる。
石化
2ターンの間行動できなくなる。他の状態異常に上書きされない。
加速
ダイスの目が4・5・6しか出なくなる。友達魔石のCP徴収率が50%増加する。
減速
ダイスの目が1・2・3しか出なくなる。友達魔石のCP徴収率が50%減少する。
混乱
プレイヤーの操作が効かなくなり、勝手に魔石を使ったり分岐点で勝手な方向へ進んだりしてしまう。友達魔石は敵味方の区別がつかなくなり、召喚者に対してもCPを徴収してしまう。
毒
ターン毎に持っているCPの10%を落としてしまう。友達魔石のアップ率が50%減少する。
土地のレベルアップ
自分の土地に止まった際、その土地の初期購入額と同じCPを支払うことで、その土地のレベルを1つ上げ、価値を上げることができる。マップ上の土地は、隣接した土地グループごとに「エリア」に区切られており、同一のエリアの土地を入手すると、そのエリアの土地を増資してレベルアップできる最大値が増える。通常は最大レベル3だが、土地が増えるごとに上げられる最大レベルが1つずつ増えていき、エリア全ての土地を独占した場合は最大レベル10まで増資できるようになる。ただし、乗っ取られたり手放したりなどでエリア内の自分の土地が減ってしまった場合、レベルアップできる最大値も下がってしまう（既に上げた分の土地レベルは下がることはなく、そのまま維持される）。
チェッククリスタル
マップ上の4色の「チェッククリスタル」を通過してスタート地点に戻ると、その時点で手に入れていた土地の合計額によってボーナスCPが貰える。これは1色だけでも効果があるが、チェックした色数によって貰えるボーナス値に差が付き、4色全てをチェックして戻ると大量のボーナスを貰える。また、金額がマイナスになっていた場合もゲームオーバーにはならず、スタート地点を通過したときに赤字を消してもらえる場合がある。
周回を重ねながらマップ毎に設定された目標金額に誰が一番早く到達するかを競う。ストーリーモードでは、各マップにいる1-3人のライバルに勝つと次のマップへ進めると共に、新たな種類の魔石が使えるようになる。一度クリアしたマップでも、2位に2倍以上の差をつけて再度勝利すると、そのマップのライバルキャラクターが持っていた友達魔石を使えるようになる。3度目に2倍以上の差をつけて勝利すると、攻撃魔石だったキャラクターが友達魔石として使えるようになる。

### 登場キャラクター

#### コマ（操作キャラクター）
チョコボ、オメガ、神竜以外の操作キャラクターは、友達魔石としても登場する。当節における「友達魔石」とは、「お話を遊ぶ」で対戦相手として登場するキャラクターが使用できる友達魔石の事を指す。
チョコボ
本作の主人公。「お話を遊ぶ」ではプレイヤーが任意で名前を変更する事ができる。また「みんなで遊ぶ」では黄色以外に青、赤、緑のチョコボが出現する。
黒魔道士
友達魔石：オーガ、ヘッジホッグ
チョコボの友達。「お話を遊ぶ」では彼のみがクリスタルの波動に洗脳されてしまったため、最初の対戦相手となる。勝負に勝つと洗脳が解け、引き続きチョコボ達と同行する。
サハギン
友達魔石：デビルフィッシュ、ミストドラゴン
「サハギンの水辺」に住んでいる。「ふふ〜ん」が口癖で調子のいい性格。クリスタルの波動に洗脳されたため、自身の縄張りに入って来たチョコボ達に勝負を挑む。勝負に勝つと洗脳が解け、波動の正体を突き止めようとチョコボ達の仲間に加わる。カエル攻撃に耐性を持つ。
モルボル
友達魔石：マモン、ドリッピー、オニオン
「モルボルの森」に住んでいる。クリスタルの波動の影響で、森を抜けようとしたチョコボ達を追い出そうとするが、勝利後に和解する。「森の知恵袋」と言われており、波動の発生の原因が「マスタークリスタル」に異変が起こったためであると推測し、彼らと行動を共にする。眠り、混乱、毒攻撃に耐性を持つ。
コカトリス
友達魔石：マモン、ドリッピー、オニオン
「モルボルの森」に住んでいる。控え目な性格で、話す度に「あ、あの〜…」と前置きする。勝負に勝つとモルボルと共にチョコボ達の仲間となる。石化攻撃に耐性を持つ。
トンベリ
友達魔石：スティールバット、フロータイボール、ムース、マッドマン
「ゴブリンの洞窟」でゴブリン、スラグと争っていた。非常に口数が少なく、珍しく口を利いた時には仲間のゴブリンも驚いていた。勝負に勝った後は、3人揃ってチョコボ達の冒険に同行する。カエル、石化、混乱攻撃に耐性を持つ。
ゴブリン
友達魔石：スティールバット、フロータイボール、ムース、マッドマン
「ゴブリンの洞窟」でトンベリ、スラグと争っていた。喧嘩になった原因について、サハギンに「彼女にフラれたから」と誂われていた。ラミアの事が苦手。
スラグ
友達魔石：スティールバット、フロータイボール、ムース、マッドマン
「ゴブリンの洞窟」でトンベリ、ゴブリンと争っていた。ナメクジらしいゆっくりとした口調で話す。減速攻撃に耐性を持つ。
ラミア
友達魔石：ダークタイタン、ヒルギガース、ボム、ランドタートル
「ラミアの火山」に住んでいる。高圧的な性格。ゴブリンとは顔馴染み。洗脳から解放された後はゴーレム、サボテンダーと共にチョコボ達の仲間に加わる。混乱攻撃に耐性を持つ。
ゴーレム
友達魔石：ダークタイタン、ヒルギガース、ボム、ランドタートル
「ラミアの火山」に住んでいる。火山を訪れたチョコボ達をラミアと共に追い出そうとした。石化、加速、減速攻撃に耐性を持つ。
サボテンダー
友達魔石：ダークタイタン、ヒルギガース、ボム、ランドタートル
「ラミアの火山」に住んでいる。事ある毎にわけのわからない言葉を発しており、その内容はドルでも解読できなかった。毒攻撃に耐性を持つ。
オメガ
友達魔石：オニオン、ローラー
古代の機械兵器。神竜と共に「いにしえの遺跡」でチョコボ達と対決する。全ての攻撃に耐性を持つ。
神竜
友達魔石：ミストドラゴン、ホーリードラゴン
オメガと共に「いにしえの遺跡」でチョコボ達と対決する。全ての攻撃に耐性を持つ。黒魔道士曰く、オメガと神竜はチョコボ達の暮らす世界とは別世界の住人であるという。

#### 友達魔石
カーバンクル
チョコボの友達。攻撃魔石による攻撃を無効化してくれる。初期から使用できる。
白魔道士
チョコボの友達。召喚者の状態異常を治してくれる（通過した時も含む）。目は前髪で隠れている。心優しく天真爛漫な女の子で、他作品に登場する白魔道士と比べると性格がやや幼く描かれている。初期から使用できる。
ドル
チョコボの友達。言葉は話せないがカーバンクルや白魔道士は彼の伝えたい事が理解できる。普段は眠っているが、増資すると3ターンの間起き続け、敵から多めにCPを徴収してくれる。初期から使用できる。
黒魔道士
同じエリア内に連続で配置すると土地価格のアップ率とCP徴収量が上昇する。
オーガ
敵が止まると突然襲い掛かり同じエリアの別のマスへ飛ばされる事がある。間違えて召喚者に襲い掛かってしまう場合もある。
ヘッジホッグ
背中のトゲで敵を刺してしばらくの間6の目を出せなくさせる。
ワーム
クリスタルの波動で洗脳されていたが、衝撃で元に戻り、黒魔道士のクリスタルからの解放に協力する。眠り攻撃を防いでくれる。
サハギン
カエル攻撃を防いでくれる。敵のカエル状態の効果を持続させる。
デビルフィッシュ
敵に吸盤で吸い付き、1回休みにする。
ギガントード
「サハギンの水辺」で遭遇するが、「まともそうだから」との理由で見逃して貰いチョコボ達の仲間となる。「カエルの中のカエル」を自称している。カエル攻撃を防いでくれる。
モルボル
眠り、混乱、毒攻撃を防いでくれる。敵の混乱状態の効果を持続させる。
マモン
敵を惑わせて進行方向をランダムに変えてしまう。召喚者が止まった場合、次のターンは好きな方向へ進める。
ドリッピー
敵を木槌で攻撃し1回休みにする。敵が混乱状態の場合は、混乱が治ってしまう。
コカトリス
石化攻撃を防いでくれる。
ワイルドラット
「モルボルの森」で遭遇する。チョコボ達にモルボルの洗脳を解くよう懇願する。ドルにかなり気に入られていた。加速状態の効果を持続させてくれる。
トンベリ
攻撃魔石をくらうと、土地価格UP率と徴収率が上がる。カエル、石化、混乱攻撃を防いでくれる。
ゴブリン
敵からCPを余分に盗み取る。通過すると事前に敵からちょろまかした分のCPを貰える（ちょろまかしてから5ターン以上経過した場合はその半分だけ貰える）。
フロータイボール
敵を睨みつけ、ダイスの目を2しか出せなくする。
スティールバット
混乱、毒攻撃を防いでくれる。敵の減速状態の効果を持続させる。
マッドマン
敵の足首を掴み、ダイスの目を1しか出せなくする。ただし、コカトリスの攻撃魔石を持っている相手には発動しない。
ムース
敵に踏んづけさせて転ばせ、進行方向を逆転させてしまう。召喚者が止まった場合、次のターンは好きな方向へ進める。
スラグ
減速攻撃を防いでくれる。敵の減速状態の効果を持続させる。
ゴーレム
石化攻撃を防いでくれる。徴収相手が3位か4位の場合、徴収する金額が少し減ってしまう。
ラミア
混乱攻撃を防いでくれる。敵の混乱状態の効果を持続させる。
サボテンダー
毒攻撃を防いでくれる。敵の毒状態の効果を持続させる。
ダークタイタン
混乱攻撃を防いでくれる。敵に頭突き攻撃を仕掛け、ダイスの目を2しか出せなくする。
ヒルギガース
敵を鎖で絡め取り、1回休みにする。
ボム
カエル、石化攻撃を防いでくれる。増資すると気合が入り、土地価格のアップ率が上昇する。
ランドタートル
土地レベルが偶数の時に限り身構えるようになり、CP徴収量が上がる。
オニオン
眠り、混乱、毒攻撃を防いでくれる。怪音波を発して敵の加速状態の効果を消滅させる。
ミストドラゴン
眠り攻撃を防いでくれる。敵の眠り状態の効果を持続させる。
ローラー
眠り、混乱攻撃を防いでくれる。同じエリア内に連続で配置すると土地価格のアップ率とCP徴収量が上昇する。オメガ専用の友達魔石であり、オメガ以外のCPUは使用することができない。
ホーリードラゴン
毒攻撃を防いでくれる。敵に激しく吠え掛かり、ダイスの目を1しか出せなくする。神竜専用の友達魔石であり、神竜以外のCPUは使用することができない。
アトラ
ストーリーの終盤にて突然チョコボ達の前に現れたモーグリ。クリスタルの光に一緒に巻き込まれ、チョコボ一行と行動を共にする。『チョコボの不思議なダンジョン』のアトラとの関連性は不明。買値が最も高い。チェッククリスタルを全てチェックしている場合に限り、敵から奪ったCPを渡してくれる。増資すると土地価格のアップ率が上昇する。「隠された闘技場」の通算クリア回数を教えてくれる。

#### 攻撃魔石
各攻撃魔石は、同じ魔石の攻撃を防ぐことができる。ただし、防いだ際に魔石は消滅する。
ワーム
コマや友達魔石を眠らせる事ができる。
ギガントード
コマや友達魔石をカエルにする事ができる。
コカトリス
コマや友達魔石を石化させる事ができる。また、所持しているとマッドマンの効果を受けなくなる。
ワイルドラット
コマや友達魔石を加速状態にする事ができる。コマの動きも速くなる。
スラグ
コマや友達魔石を減速状態にする事ができる。コマの動きも遅くなる。
ラミア
コマや友達魔石を混乱させる事ができる。
サボテンダー
コマや友達魔石を毒状態にする事ができる。

#### その他
召喚屋
ステージ内で攻撃魔石を売っている。最下位のプレイヤーにはランダムで攻撃魔石やチェッククリスタルをプレゼントしてくれる場合もある。

### ステージ

#### 共通ステージ
「お話を遊ぶ」「みんなで遊ぶ」の両方で遊べるステージ。但し「みんなで遊ぶ」に出現させるには「お話を遊ぶ」で予めクリアしておく必要がある。
魔道士の平原
目標CP：8000、土地の数：13個
サハギンの水辺
目標CP：10000、土地の数：16個
モルボルの森
目標CP：14000、土地の数：24個
ゴブリンの洞窟
目標CP：20000、土地の数：27個
ラミアの火山
目標CP：35000、土地の数：36個
いにしえの遺跡
目標CP：40000、土地の数：34個
隠された闘技場
「お話を遊ぶ」をクリアすると出現する隠しステージ。ステージの数は100種類存在し、ステージ背景は4種類ある。全ての面を攻略するとメッセージとスタッフロールを見る事ができる。「お話を遊ぶ」では対戦相手となる3人のCPUキャラクターはランダムで選ばれ、CPUは「魔導師の平原」～「ラミアの火山」のライバルキャラが持つ全ての友達魔石・攻撃魔石を使用することができる。

#### 「みんなで遊ぶ」専用ステージ
風の舞う森
目標CP：8000、土地の数：18個
風の香る森
目標CP：14000、土地の数：23個
名もなき洞窟
目標CP：35000、土地の数：31個
くれゆく洞窟
目標CP：40000、土地の数：30個

## 関連書籍
- 『チョコボコレクション みんなのトリプル攻略本』 ISBN 4-925075-69-1 / デジキューブ、1999年12月